# Državna cesta D80
D80 je državna cesta u Hrvatskoj. Ukupna duljina iznosi 38,135 km.

## Naselja
- Donji Daruvar
- Batinjani
- Vukovije
- Gornja Vrijeska
- Veliki Bastaji
- Đulovac
- Pivnica Slavonska
- Pepelana
- Pčelić